# Mámoa von Pedralonga

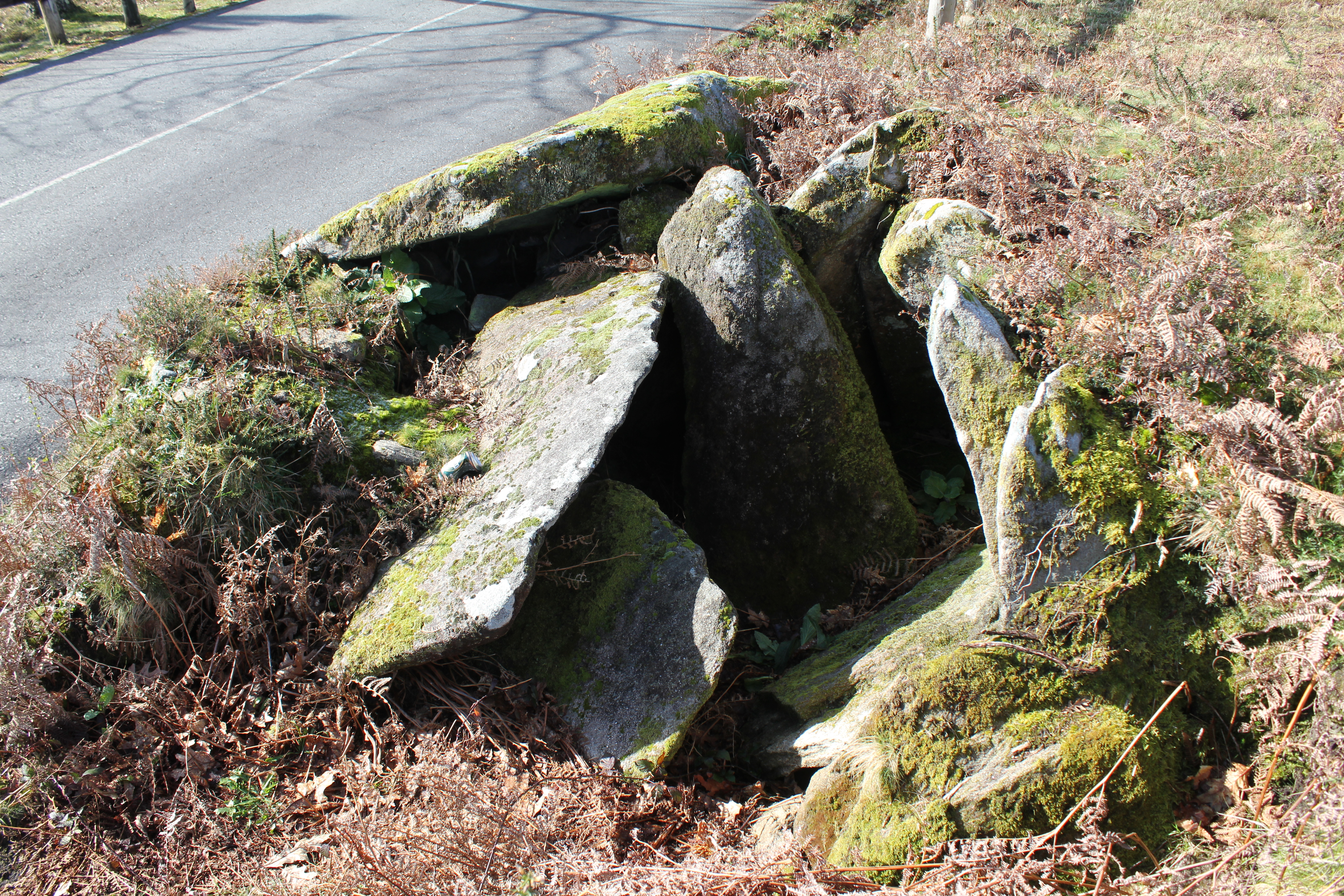
Mámoa von Pedralonga

Die Mámoa von Pedralonga (auch Chan de Castiñeiras genannt) liegt an der Straße nahe dem Südrand des Parque natural de Cotorredondo (auch Parque natural de Lago Castiñeira genannt) an der Grenze zwischen den Gemeinden San Tomé de Piñeiro und San Xian de Marín de Arriba, bei Marín in der Provinz A Coruña in Galicien in Spanien.

## Beschreibung
Die Mámoa besitzt eine Kammer, die aus zehn mehr als einen Meter hohen Seitensteinen besteht, die einen polygonalen Raum von etwa 2,5 Metern Durchmesser mit einem offenen Gang bilden. Was den Dolmen einzigartig macht, sind die Wellenlinien und die schematischen anthropomorphen Gravuren, die auf einigen der Orthostaten erhalten sind. Die Mámoa wurde 1957 von Ramón Sobrino Lorenzo-Ruza ausgegraben.
Vom Tumulus ist nur etwa die Hälfte erhalten. Der Rest ist beim Bau der Straße verschwunden, die auch die Kammer beschädigte, in der einige Orthostaten fehlen, verschoben oder verstürzt sind. Der ursprüngliche Durchmesser des Tumulus betrug etwa 15,0 Meter und die Höhe 1,5 Meter.
In der Nähe liegt die Mámoa do Rei von Castiñeiras.